# Clavulina amethystinoides
Clavulina amethystinoides é uma espécie de fungo pertencente à família Clavulinaceae.